# Hanan Ashrawi
Hanan Daoud Khalil Ashrawi (en árabe: حنان داوود خليل عشراوي) es una diputada, activista y profesora palestina. Ashrawi fue una importante líder del pueblo palestino durante la Primera Intifada, trabajando como portavoz oficial de la delegación palestina en el Proceso de Paz de Oriente Medio, y ha sido elegida en numerosas ocasiones al Consejo Legislativo Palestino. Es miembro del partido Tercera Vía del ex primer ministro palestino Salam Fayyad, y fue la primera mujer de la historia en ser elegida para el Consejo Nacional Palestino. También fue una protegida y posteriormente compañera de trabajo y buena amiga de Edward Said.
Trabaja como consejera de numerosas organizaciones nacionales e internacionales, como el Banco Mundial en Oriente Medio y el Norte de África (MENA), el Instituto de las Naciones Unidas para la Investigación del Desarrollo Social (UNRISD) y el Consejo Internacional para los Derechos Humanos. Está considerada una de las mujeres más influyentes de Oriente Medio.

## Primeros años
Nació el 8 de octubre de 1946 en el seno de una familia cristiana de la ciudad de Nablus, por entonces incluida en el Mandato británico de Palestina y a día de hoy perteneciente al Estado de Palestina. Su padre, Daoud Mijail, fue médico y uno de los fundadores de la Organización para la Liberación de Palestina, mientras que su madre Wadi’a Ass’ad Mijail, era una enfermera especialista en oftalmología. Es la menor de cinco hermanas.

## Exilio y educación
La familia Ashrawi vivió en su casa de Nablus hasta trasladarse a otra casa en Tiberíades, de donde tuvo que huir durante el transcurso de la Nakba, la huida o expulsión de cientos de miles de palestinos ante el avance del ejército judío antes y durante la guerra árabe-israelí de 1948. La guerra les empujó en 1948 a exiliarse en Amán, capital de Jordania. Aunque al principio su padre Daoud se quedó atrás en lo que habría de convertirse en el Estado de Israel, posteriormente se unió al resto de la familia en Jordania, donde trabajó como inspector de sanidad.
En 1950 se permitió que su familia se estableciese en Ramala, por aquel entonces bajo ocupación militar jordana. Allí fue a la Escuela Femenina Amigos de Ramala, una escuela cuáquera para niñas. Hanan siempre admiró la figura de su padre, quien apoyaba que la mujer tuviera un papel más importante en la sociedad (había sido criado por sus dos hermanas y creció con un gran respeto por la figura de la mujer) y fue detenido en numerosas ocasiones por las autoridades jordanas por actividades políticas. Recibió su licenciatura y su máster en literatura renacentista y crítica textual por el Departamento de Inglés de la Universidad Americana de Beirut.
Mientras estudiaba literatura en dicha universidad, comenzó a salir con Peter Jennings, de la cadena ABC News, que por entonces se hallaba trabajando en Beirut como jefe del equipo de la cadena en dicha ciudad. Cuando Israel comenzó la guerra de los Seis Días en 1967, Ashrawi, que con 22 años estaba estudiando en Líbano, fue declarada “ausente” por las autoridades israelíes y se le negó la vuelta a Cisjordania. Durante los siguientes seis años viajó y completó su educación obteniendo un doctorado en Literatura Medieval y Comparativa en la Universidad de Virginia. Ashrawi consiguió por fin reunirse con su familia en 1973 bajo el plan de reunificación familiar.

## Vida personal
El 8 de agosto de 1975, Hanan se casó con Emil Ashrawi, un cristiano jerosolimitano que trabaja actualmente como fotógrafo y director de teatro. Tuvieron dos hijas juntos, Amal (nacida en 1977) y Zeina (nacida en 1981). Hanan es una cristiana anglicana no practicante, como su madre, si bien tiene dos tías que son monjas católicas y un tío baptista.
Hanan Ashrawi recibió un Doctorado Honorario de la Universidad Americana de Beirut el 28 de junio de 2008 como parte de una ceremonia de entrega de premios para celebrar el 139 aniversario de la entidad. También es miembro del consejo de administración del Instituto de Estudios Palestinos, y ha recibido títulos honorarios del Earlham College y el Smith College, ambos en Estados Unidos. 
Ahsrawi es una apasionada defensora de los derechos humanos y de la igualdad de la mujer. Ha recibido numerosos premios internacionales relacionados con la paz, la democracia y los derechos humanos, como el Premio Olof Palme, el Premio Defender of Democracy, el Premio Internacional del Liderazgo Femenino Jane Addams, el Premio al Alumno Distinguido del Centro de la Mujer de la Universidad de Virginia y el Premio Internacional Mahatma Gandhi en su categoría de Paz y Reconciliación.
El 26 de septiembre de 2009, en una entrevista en el programa de Riz Khan One on One, de Al Jazeera English, Ashrawi definió su papel actual de la siguiente manera: «Me veo a mí misma básicamente como un ser humano con una misión multidimensional. En pocas palabras, soy palestina, soy mujer, soy activista y humanista, todo eso antes que ser política. Y a la misma vez siento que muchas veces las cosas nos vienen impuestas en lugar de llegar como resultado de una decisión tranquila y deliberada».

## Activismo político

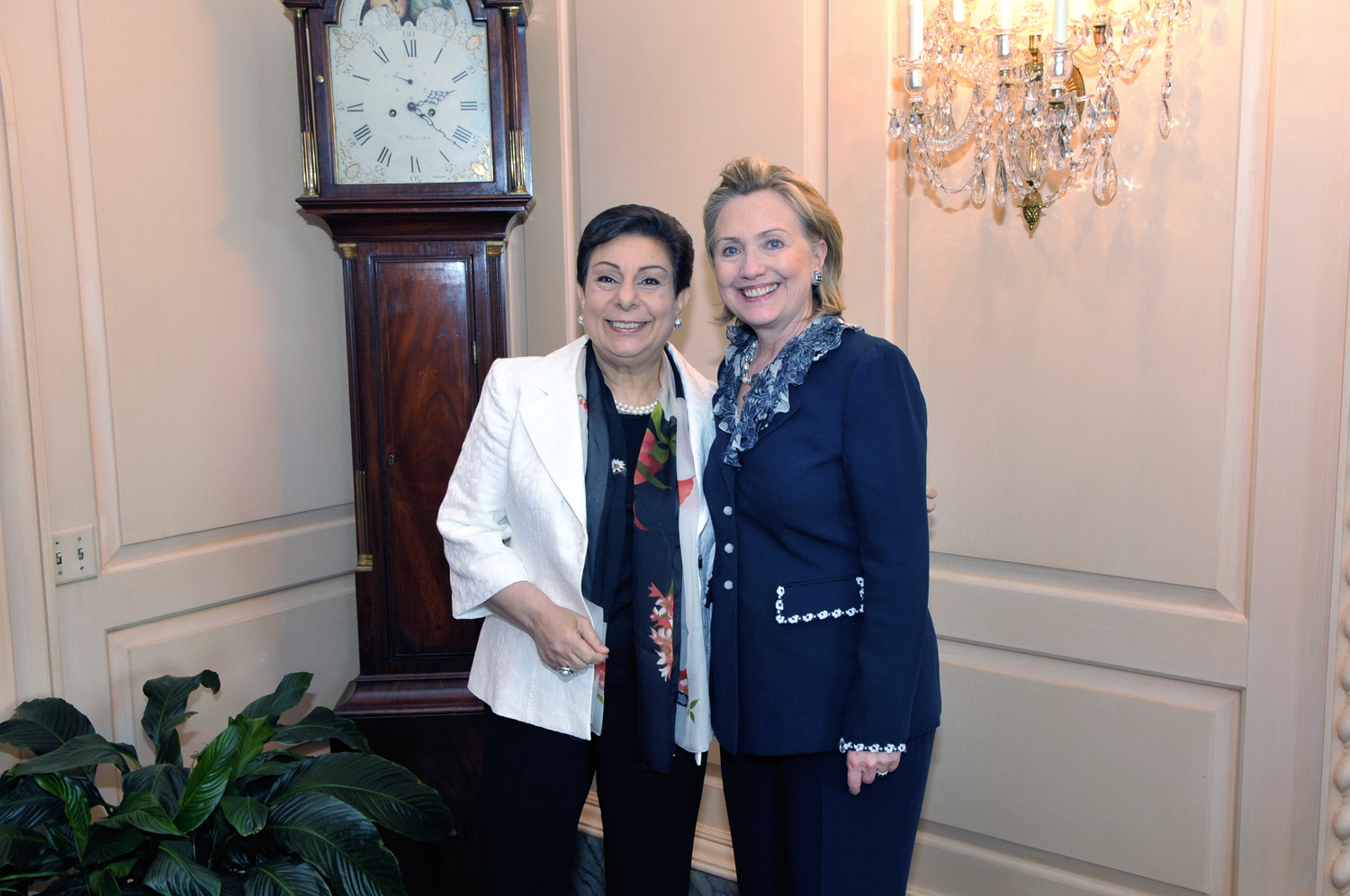
Hanan Ashrawi con Hillary Clinton, ex secretaria de Estado de los Estados Unidos (2010)

En su época de estudiante, cuando le fue denegada la posibilidad de volver a Cisjordania, Hanan Ashrawi se convirtió en la portavoz del Sindicato General de Estudiantes Palestinos en Líbano, ayudó a organizar grupos revolucionarios femeninos e hizo de guía para los reporteros extranjeros que visitaban los campos de refugiados.
Ashrawi volvió a Cisjordania bajo el plan de reunificación de 1973 y creó el Departamento de Inglés de la Universidad de Birzeit. Trabajó como jefa de dicho departamento desde 1973 hasta 1978, y de nuevo de 1981 a 1984, mientras que de 1986 a 1990 fue decana de la Facultad de Artes de esta universidad. Siguió siendo miembro del equipo docente de la Universidad de Birzeit hasta 1995, tiempo en el que publicó numerosos poemas, cuentos cortos, ensayos y artículos sobre cultura, literatura y política palestina.
Su activismo político en Palestina comenzó casi a la par que su carrera en la Universidad de Birzeit. En 1974, debido a los frecuentes cierres de la universidad por parte del ejército israelí, fundó el Comité de Asistencia Legal y Proyecto de Acción para los Derechos Humanos de dicha universidad. Su trabajo político dio un gran salto en 1988, durante la Primera Intifada, cuando su muy alabada aparición en el programa del canal estadounidense ABC Nightline la catapultó a la escena de la alta política internacional. Durante el levantamiento palestino se unió al Comité Político de la Intifada, trabajando para su Comité Diplomático hasta 1993. De 1991 a 1993 sirvió como portavoz oficial de la Delegación Palestina en el proceso de paz de Oriente Medio, y entre 1991 y 1992 tomó parte en la Conferencia de Paz de Madrid como portavoz jefe, miembro de Comité de Liderazgo y del comité ejecutivo de la delegación palestina. Cuando fue arrestada por la policía israelí junto con Faisal Husseini, el presidente estadounidense George H. W. Bush declaró: "Hanan está en mis pensamientos".
De 1993 a 1995, con el establecimiento del autogobierno palestino tras la firma de los Acuerdos de Oslo entre Yasir Arafat e Isaac Rabin, Ashrawi renunció a su cargo de portavoz y encabezó el Comité Preparatorio de la Comisión Independiente Palestina por los Derechos Ciudadanos en Jerusalén. Además, desde 1996 también ejerció como diputada electa en el Consejo Legislativo Palestino por la Gobernación de Jerusalén. En 1996, Ashrawi fue nombrada ministra de educación e investigación de la Autoridad Nacional Palestina, pero dimitió del cargo en 1998 como medida de protesta por la corrupción política en general y, más específicamente, por la manera en que Yasir Arafat llevaba las conversaciones de paz. En 1998 fundó el MIFTAH (siglas inglesas de la Iniciativa Palestina para la Promoción del Diálogo y la Democracia Global), una iniciativa en pro del respeto por los derechos humanos, la democracia y la paz.
Hanan Ashrawi participó activamente en la Segunda Intifada, sufriendo una herida en la pierna en marzo de 2001 a causa del impacto de una granada de aturdimiento israelí. Ese mismo año fue contratada por la Liga Árabe como Comisionada de Información y Políticas Públicas. Entre 2004 y 2007, dio una serie de conferencias en universidades y centros culturales estadounidenses. En julio de 2011 representó al pueblo palestino en un encuentro con el ministro de asuntos exteriores canadiense John Baird, convenciéndolo de que visitase Palestina. En diciembre de 2021, Ashrawi renunció a su cargo en la Organización para la Liberación de Palestina, criticando la falta de oportunidades para mujeres y jóvenes y recalcando la necesidad de reformas.

## Premio Sídney de la Paz
En 2003, Ashrawi recibió el Premio Sídney de la Paz. Su elección recibió alabanzas por parte de Mary Robinson (expresidenta de Irlanda y exalta comisaria de las Naciones Unidas por los Derechos Humanos) y del arzobispo Desmond Tutu, Premio Nobel de la Paz de 1984. Madeleine Albright, ex secretaria de Estado de los Estados Unidos, también defendió su premio afirmando que “ella es una brillante portavoz de su causa”.
Su selección resultó polémica para algunas organizaciones políticas judías. Michael Kapel, miembro del consejo administrativo del Australia/Israel & Jewish Affairs Council, llamó a Ashrawi “una defensora del terrorismo islámico”. El activista Antony Loewenstein afirmó en su libro My Israel Question que los medios de comunicación australianos y varias organizaciones judías habían difamado y vilipendiado a Ashrawi para evitar que ganase el Premio de la Paz. Sobre esta polémica, la política israelí Yael Dayán declaró: «y esta Hanan Ashrawi… creo que es muy valiente, y que contribuye mucho al proceso de paz”. Baruch Kimmerling, un sociólogo de la Universidad Hebrea, escribió: “como israelí, como judío y como académico, me apena y avergüenza profundamente que miembros de la comunidad judía australiana estén actuando contra esta nominación legítima».

## Críticas
El 2 de septiembre de 2012, el director ejecutivo del Comité Judío Estadounidense David Harris escribió un artículo en el Huffington Post y el Jerusalem Post titulado «Hanan Ashrawi Is to Truth What Smoking Is to Health», en el que afirmaba que Ashrawi «se ha ganado una medalla de oro en revisionismo histórico» por afirmar que «no hubo refugiados judíos de países árabes. Más bien al contrario, según ella, solo hubo “emigrantes” que dejaron sus hogares ancestrales voluntariamente. A los judíos no se les señaló para ser perseguidos y, si esto sucedió, fue en realidad un plan sionista».
Desde el lado palestino, en ocasiones se la ha criticado por ser demasiado moderada y complaciente con los puntos de vista de israelíes y estadounidenses.

## Obras publicadas
- Anthology of Palestinian Literature (ed).
- The Modern Palestinian Short Story: An Introduction to Practical Criticism
- Contemporary Palestinian Literature under Occupation
- Contemporary Palestinian Poetry and Fiction
- Literary Translation: Theory and Practice
- This Side of Peace: A Personal Account (ISBN 0-684-80294-5)

## Premios
- Premio de la Amistad franco árabe en 1996.
- Premio Olof Palme en 2002.[4]
- Premio Sídney de la Paz en 2003.[4]